# Gmina Strumica
Gmina Strumica (mac. Општина Струмица) – gmina miejska w południowo-wschodniej Macedonii Północnej.
Graniczy z gminami: Wasiłewo od północy, Koncze od północnego zachodu, Wałandowo od południowego zachodu, Nowo Seło od wschodu, Bosiłowo od północnego wschodu oraz z Grecją od południowego wschodu.
Skład etniczny
- 91,92% – Macedończycy
- 6,86% – Turcy
- 1,22% – pozostali

W skład gminy wchodzą:
- miasto: Strumica
- 24 wsie: Banica, Bansko, Bełotino, Wełjusa, Wodocza, Gabrowo, Gradski Bałdowci, Dabiłje, Dobrejci, Dorłombos, Złeszewo, Kosturino, Kuklisz, Memeszlija, Murtino, Ormanlija, Popczewo, Prosenikowo, Raborci, Ricz, Saczewo, Swidowica, Tri Wode, Czepelija.